# Miss Universo 2020
O Miss Universo 2020 foi a 69ª edição do concurso Miss Universo e ao final do evento, Zozibini Tunzi, da África do Sul, coroou Andrea Meza, do México, como sua sucessora. O concurso foi apresentado por Olivia Culpo, Miss Universo 2012 e por Mario Lopez, que havia apresentado o concurso pela última vez em 2007. A edição, que havia sido prorrogada devido à pandemia de covid-19, ocorreu na Cidade de Hollywood, Flórida, Estados Unidos, no dia 16 de maio de 2021.

## Antecedentes

### Seleção das candidatas
Apesar da organização esperar a participação de mais de 90 candidatas, com base nos dois anos anteriores, que tiveram, respectivamente, 94 e 90 inscritas, já se estimava que o número ficasse entre 70 e 80 devido à pandemia covid-19, uma vez que vários países ficaram receosos em enviar uma representante por medo de contaminação com o Sars-Cov-2.
A Rússia, que havia anunciado ainda em 2020 que não enviaria uma candidata devido ao risco de contaminação, mudou de ideia em março de 2021 e indicou Alina Sanko, a Miss Rússia 2019 que já havia representado o país no Miss Mundo 2019.

### Pandemia de Covid-19
Devido à pandemia de Covid-19, a Miss Universe Organization (MUO - Miss Universe Organization) enviou um comunicado aos países no início de 2020 solicitando que evitassem realizar eventos para não haver aglomerações e que, devido a isto, cada organização nacional poderia indicar uma candidata sem a realização de concurso.
A data do concurso também sofreu algumas alterações: estava previsto para o final de 2020, depois para o primeiro trimestre de 2021, tendo sido por fim anunciada a data de 16 de maio de 2021, quando se esperava que boa parte da população dos Estados Unidos já estivesse vacinada contra a covid-19.

#### Quarentena antes do concurso
Em abril de 2021, de acordo com o CDC dos Estados Unidos, as representantes (todos os viajantes) da África do Sul, Brasil, Bélgica, China, Dinamarca, Eslováquia, Espanha, Finlândia, França, Irlanda, Grã Bretanha, República Tcheca, Islândia, Itália, Malta, Noruega, Países Baixos, Polônia e Portugal teriam que cumprir quarentena de 14 dias antes de poderem entrar em território estadunidense, sendo que a Miss Islândia foi a primeira a viajar, já em 1º de abril.

### A busca por uma sede
Em final de janeiro de 2021, autoridades da Costa Rica confirmaram terem feito uma reunião com representantes da MUO, tendo o Ministro do Turismo, Gustavo Segura, no entanto dito que o país não tinha dinheiro para realizar o evento.
No início de fevereiro de 2021, a Organização Miss Itália divulgou em suas redes sociais oficiais uma reportagem de sua concorrente afirmando que o concurso aconteceria em maio de 2021 na cidade de Las Vegas nos Estados Unidos, porém oficialmente nada foi anunciado pelo MUO.

### Anúncio da sede e da data
No dia 03 de março de 2021, a MUO anunciou que o evento aconteceria no dia 16 de maio de 2021, no Seminole Hard Rock Hotel & Casino, localizado na Cidade de Hollywood na Flórida nos Estados Unidos.

## Favoritas

### Primeiras favoritas
No dia 9 de dezembro de 2020, o website especializado em concursos de beleza Missosology, das Filipinas, divulgou a sua primeira lista de favoritas, sendo as dez primeiras, consecutivamente as representantes da Tailândia, México, Romênia, Chile, Vietnã, Filipinas, Peru, Índia, Brasil e Curaçao.
Já o website espanhol El Mira citou no dia 18 de janeiro de 2021 que as grandes favoritas eram, além da Miss Espanha, as concorrentes da Venezuela, Brasil, Argentina e Tailândia.
No website jamaicano Conan Daily, além da Miss Jamaica (28%), em 16 de fevereiro de 2021 lideravam a disputa, na pergunta "quem é mais bonita?", as Misses África do Sul (27%), Miss Índia (22%), Camboja (5%) e Curaçao (4%).

### Favoritas finais
A lista final do Missosology trazia, nesta ordem: Índia, Peru, Filipinas, Romênia, Tailândia, Porto Rico, México, Brasil, Costa Rica e Jamaica, enquanto outro site mundialmente conhecido, o brasileiro Global Beauties, apontava, aleatoriamente, Brasil, Canadá, Índia, México, Nepal, Peru, Filipinas, Porto Rico, Romênia, África do Sul e Tailândia como as favoritas.
Nas casas de apostas mundiais, uma tradição nos dois maiores concursos de beleza, o Miss Universo e o Miss Mundo, as cinco favoritas, nesta ordem, eram: Tailândia, Porto Rico, México, Colômbia e Filipinas.

## Resultados
| Colocação                | Candidata | País/Território |
| ------------------------ | --- | --- |
| Miss Universo 2020       | Andrea Meza | México |
| 2.ª colocada             | Julia Gama | Brasil |
| 3.ª colocada             | Janick Maceta | Peru |
| 4.ª colocada             | Adline Castelino | Índia |
| 5.ª colocada             | Kimberly Jiménez | República Dominicana |
| Semifinalistas (Top 10): | Maria Thattil Ivone Cerdas Miqueal-Symone Williams Estefanía Soto Amanda Obdam                                                                                           | Austrália · Costa Rica · Jamaica · Porto Rico · Tailândia                                                                        |
| Semifinalistas (Top 21): | Alina Luz Akselrad Laura Olascuaga Chantal Wiertz Amandine Petit Jeanette Akua Ayu Maulida Thuzar Wint Lwin Ana Marcelo Rabiya Mateo Asya Branch Nguyễn Trằn Khánh Vân § | Argentina · Colômbia · Curaçau · França · Grã-Bretanha · Indonésia · Myanmar · Nicarágua · Filipinas · Estados Unidos · Vietname |

§ Votada pelo público de todo o mundo para entrar no Top 21.

### Ordem dos anúncios
| 1. Colômbia 2. Peru 3. Austrália 4. França 5. Mianmar 6. Jamaica 7. México 8. República Dominicana 9. Estados Unidos 10. Indonesia 11. Argentina 12. Índia 13. Curaçau 14. Porto Rico 15. Filipinas 16. Brasil 17. Grã-Bretanha 18. Nicaragua 19. Tailandia 20. Costa Rica 21. Vietnã | 1. Jamaica 2. República Dominicana 3. Índia 4. Peru 5. Austrália 6. Porto Rico 7. Tailândia 8. Costa Rica 9. México 10. Brasil | 1. México 2. Índia 3. Brasil 4. República Dominicana 5. Peru |

## Prêmiações especiais
| Premiação             | Competidora                             |
| --------------------- | --------------------------------------- |
| Melhor Traje Típico   | Myanmar - Thuzar Wint Lwin              |
| Prêmio Impacto Social | Bolívia - Lenka Nemer                   |
| Prêmio Carnival Sprit | República Dominicana - Kimberly Jiménez |

## Candidatas
| País/Território          | Candidata                   | Idade | Cidade de origem      | Referências/Notas |
| ------------------------ | --------------------------- | ----- | --------------------- | --- |
| África do Sul            | Natasha Joubert             | 23    | Pretória              | Concurso nacional foi realizado normalmente                                                                              |
| Albânia                  | Paula Mehmetukaj            | 22    | Tirana                | Indicada pelo franqueado nacional                                                                                        |
| Argentina                | Alina Akselrad              | 22    | Córdoba               | Indicada pelo franqueado nacional                                                                                        |
| Aruba                    | Helen Hernandez             | 20    | Oranjestad            | Realizou concurso, porém com adaptações                                                                                  |
| Austrália                | Maria Thattil               | 27    | Melbourne             | Realizou concurso virtual                                                                                                |
| Bahamas                  | Shauntae Ashleigh Miller    | 27    | Long Island           | Indicada pelo franqueado nacional                                                                                        |
| Barbados                 | Hillary Ann Williams        | 24    | Bridgetown            | Indicada pelo franqueado nacional, após a renúncia da candidata original ainda em 2019                                   |
| Bélgica                  | Dhenia Covens               | 27    | Antuérpia             | Em fevereiro de 2021 a vencedora Céline Van Ouytsel desistiu de ir devido a pandemia, tendo sido indicada a vice de 2018 |
| Belize                   | Iris Salguero               |       | São Pedro             | Indicada pelo franqueado nacional                                                                                        |
| Bolívia                  | Lenka Nemer                 | 23    | La Paz                | Realizou concurso sem público                                                                                            |
| Brasil                   | Julia Gama                  | 27    | Porto Alegre          | Foi indicada depois de passar por um júri, que avaliou algumas belas candidatas                                          |
| Bulgária                 | Radinela Chusheva           | 24    | Sofia                 | |
| Camarões                 | Angèle Kossinda             | 28    | Douala                | Indicada pelo franquedo                                                                                                  |
| Camboja                  | Reth Sarita                 | 25    | Phnom Penh            | Concurso nacional foi realizado normalmente                                                                              |
| Canadá                   | Nova Stevens                | 27    | Vancouver             | Concurso nacional foi realizado normalmente                                                                              |
| Cazaquistão              | Kamilla Serikbay            |       | Qyzylorda             | Indicada pelo franqueado nacional                                                                                        |
| Chile                    | Daniela Nicolás             | 28    | Copiapó               | Concurso nacional foi realizado normalmente                                                                              |
| China                    | Suri Jiaxin                 | 21    | Pequim                | Concurso nacional foi realizado normalmente                                                                              |
| Colômbia                 | Laura Olascuaga             | 25    | Cartagena             | Concurso nacional foi realizado normalmente                                                                              |
| Coreia do Sul            | Park Ha-Ri                  | 24    | Incheon               | Realizou concurso sem público                                                                                            |
| Costa Rica               | Ivonne Cerdas               | 27    | San José              | Concurso nacional foi realizado normalmente                                                                              |
| Croácia                  | Mirna Naiia Marić           | 21    | Zadar                 | Concurso nacional foi realizado normalmente                                                                              |
| Curaçau                  | Chantal Wiertz              | 21    | Willemstad            | Indicada; foi a 2ª colocada no Miss Curaçao 2019                                                                         |
| Equador                  | Leyla Espinoza              | 24    | Quevedo               | Concurso nacional foi realizado normalmente                                                                              |
| El Salvador              | Vanessa Velásquez           | 24    | San Salvador          | Concurso nacional foi realizado normalmente                                                                              |
| Eslováquia               | Natália Hoštáková           | 25    | Bratislava            | Indicada pelo franqueado nacional                                                                                        |
| Espanha                  | Andrea Martínez             | 27    | Leão                  | Concurso nacional foi realizado normalmente                                                                              |
| Estados Unidos           | Asya Branch                 | 22    | Booneville            | Concurso nacional foi realizado normalmente                                                                              |
| Filipinas                | Rabiya Mateo                | 24    | Iloilo City           | Concurso nacional foi realizado normalmente                                                                              |
| Finlândia                | Viivi Altonen               | 23    | Tampere               | Concurso nacional foi realizado normalmente                                                                              |
| França                   | Amandine Petit              | 23    | Caen                  | Concurso nacional foi realizado normalmente no final de 2020.                                                            |
| Gana                     | Chelsea Tayui               | 25    | Acra                  | Indicada pelo franqueado nacional                                                                                        |
| Haiti                    | Eden Berendoiv              | 24    | Aquino                | Concurso nacional foi realizado normalmente                                                                              |
| Honduras                 | Cecilia Rossell             | 25    | Copán Ruinas          | Indicada pelo franqueado nacional                                                                                        |
| Ilhas Caimã              | Mariah Tibbetts             | 26    | Bodden Town           | Indicada; foi a 2ª colocada no Miss Ilhas Cayman 2019                                                                    |
| Ilhas Virgens Britânicas | Shabree Frett               | 23    | Fahie Hill            | Indicada pelo franqueado nacional                                                                                        |
| Índia                    | Adline Castelino            | 22    | Udupi                 | O concurso foi realizado antes da pandemia, em 2019                                                                      |
| Indonésia                | Ayu Maulida                 | 22    | Surabaya              | O concurso foi realizado antes da pandemia, em 11 de março de 2020                                                       |
| Irlanda                  | Nadia Sayers                | 26    | Belfast               | Realizou concurso virtual                                                                                                |
| Islândia                 | Elísabet Hulda Snorradóttir | 21    | Reykjavík             | Concurso nacional foi realizado normalmente com medidas de proteção                                                      |
| Israel                   | Tehila Levi                 | 18    | Yavne                 | Concurso nacional foi realizado normalmente                                                                              |
| Itália                   | Viviana Vizzini             | 27    | Sicília               | Realizou concurso sem público                                                                                            |
| Jamaica                  | Miqueal-Symone Williams     | 24    | Mona                  | Realizou concurso sem público                                                                                            |
| Japão                    | Aisha Harumi Tochigi        | 24    | Chiba                 | Concurso nacional foi realizado normalmente                                                                              |
| Kosovo                   | Blerta Veseli               | 23    | Gjilan                | Concurso nacional foi realizado normalmente                                                                              |
| Laos                     | Christina Lasasimma         | 27    |                       | |
| Malásia                  | Francisca Luhong            | 24    | Kuching               | Concurso nacional foi realizado normalmente                                                                              |
| Malta                    | Anthea Zammit               | 26    | Żebbuġ                | Concurso nacional foi realizado em agosto de 2020                                                                        |
| Ilhas Maurícias          | Vandana Jeetah              | 28    | Flacq                 | Indicada; foi segunda colocada no Miss Maurício 2019                                                                     |
| México                   | Andrea Meza                 | 26    | Chihuahua             | Concurso nacional foi realizado normalmente                                                                              |
| Myanmar                  | Thuzar Wint Lwin            | 21    | Hakha                 | Concurso nacional foi realizado normalmente                                                                              |
| Nepal                    | Anshika Sharma              | 24    | Sidnei (Austrália)    | Concurso nacional foi realizado normalmente                                                                              |
| Nicarágua                | Ana Marcelo                 | 23    | Estelí                | Concurso nacional foi realizado normalmente                                                                              |
| Noruega                  | Sunniva Frigstad            | 20    | Vennesla              | Concurso nacional foi realizado normalmente                                                                              |
| Países Baixos            | Denise Speelman             | 22    | Groningen             | Concurso nacional foi realizado normalmente                                                                              |
| Panamá                   | Carmen Jaramillo            | 25    | La Chorrera           | Indicada pelo franqueado nacional                                                                                        |
| Paraguai                 | Vanessa Castro              | 27    | Assunção              | Concurso nacional foi realizado normalmente                                                                              |
| Peru                     | Janick Maceta               | 26    | Lima                  | Realizou concurso virtual                                                                                                |
| Polónia                  | Natalia Pigula              | 26    | Łódź                  | Substituiu a vencedora original, Magdalena Kasiborska, que teve problemas de saúde                                       |
| Porto Rico               | Estefanía Soto              | 27    | San Sebastián         | Indicada; foi a 2ª colocada no Miss Porto Rico 2019                                                                      |
| Portugal                 | Cristiana Silva             | 19    | Porto                 | Indicada pelo franqueado nacional                                                                                        |
| Reino Unido              | Jeanette Akua               | 27    | Londres               | Realizou concurso virtual                                                                                                |
| República Dominicana     | Kimberly Jiménez            | 23    | La Romana             | Indicada; foi a 2ª colocada no Miss República Dominicana 2019                                                            |
| Roménia                  | Bianca Tirsin               | 22    | Transilvânia          | Concurso nacional foi realizado normalmente                                                                              |
| Chéquia                  | Klára Vavrušková            |       | Kostelec nad Orlici   | Concurso nacional foi realizado normalmente                                                                              |
| Rússia                   | Alina Sanko                 | 22    | Azove                 | Indicada pelo franqueado nacional                                                                                        |
| Singapura                | Bernadette Belle            | 26    | Bukit Timah           | Indicada pelo franqueado nacional                                                                                        |
| Tailândia                | Amanda Obdam                | 27    | Phuket                | Concurso nacional foi realizado normalmente                                                                              |
| Ucrânia                  | Liza Yastremskaya           | 27    | Kiev                  | Indicada; foi a 2ª colocada no Miss Ucrânia 2019                                                                         |
| Uruguai                  | Lola de Los Santos          | 23    | Paysandú              | Indicada pelo franqueado nacional                                                                                        |
| Venezuela                | Mariángel Villasmil         | 24    | Ciudad Ojeda          | Realizou concurso, porém com adaptações                                                                                  |
| Vietname                 | Nguyễn Trần Khánh Vân       | 25    | Cidade de Ho Chi Minh | O concurso nacional foi realizado antes da pandemia, em 08 de dezembro de 2019                                           |

### Curiosidades sobre as candidatas
- Argentina: Alina se preparou na Venezuela, terra de seu coordenador, Osmel Sousa, por dois meses[92][93]
- Bangladesh: a organização anunciou no dia 19 de abril que não enviaria a candidata por atrasos na preparação causados pela pandemia[94]
- Camarões: Angèle foi a primeira representante do país no Miss Universo;[36]
- França: Amandine acabou optando por ir ao Miss Universo 2020 apenas em 15 de março, em reunião com sua antecessora, Clémence Botino, e a diretora do concurso, Sylvie Tillier, para estar livre e participar do Miss França em dezembro de 2021;[95]
- Polônia: Magdalena Kasiborska, que havia sido eleita em 18 de dezembro de 2019 num concurso tradicional, anunciou em 22 de março que não iria ao concurso por motivos de saúde.[96]